# Saison 2013-2014 du Chelsea FC
Chronologie
Saison précédente Saison suivante
La saison 2013-2014 du Chelsea FC est la 22e saison du club en Premier League. En compétition pour le Championnat d'Angleterre, la Coupe d'Angleterre, la Coupe de la Ligue anglaise, la Ligue des champions et la Supercoupe d'Europe, Chelsea tente de remporter son premier championnat depuis trois saisons.

## Équipe première

### Effectif
| N°                 | Nat                     | Nom                            | Date de naissance (Âge) | Depuis          | Matchs          | Buts            | En provenance de       |
| Gardiens de but    | Gardiens de but         | Gardiens de but                | Gardiens de but         | Gardiens de but | Gardiens de but | Gardiens de but | Gardiens de but        |
| ------------------ | ----------------------- | ------------------------------ | ----------------------- | --------------- | --------------- | --------------- | ---------------------- |
| 1                  | Drapeau de la Tchéquie  | Petr Čech                      | 20 mai 1982             | 2004            | 470             | 0               | Stade rennais          |
| 23                 | Drapeau de l'Australie  | Mark Schwarzer                 | 6 octobre 1972          | 2013            | 6               | 0               | Fulham                 |
| 40                 | Drapeau du Portugal     | Henrique Hilário               | 21 octobre 1975         | 2006            | 39              | 0               | Nacional               |
| 46                 | Drapeau de l'Angleterre | Jamal Blackman                 | 27 octobre 1993         | 2006            | 0               | 0               | Centre de formation    |
| Défenseurs         |                         |                                |                         |                 |                 |                 |                        |
| 2                  | Drapeau de la Serbie    | Branislav Ivanović             | 22 février 1984         | 2008            | 257             | 25              | Lokomotiv Moscou       |
| 3                  | Drapeau de l'Angleterre | Ashley Cole                    | 20 décembre 1980        | 2006            | 332             | 7               | Arsenal                |
| 4                  | Drapeau du Brésil       | David Luiz                     | 22 avril 1987           | 2011            | 136             | 12              | Benfica Lisbonne       |
| 24                 | Drapeau de l'Angleterre | Gary Cahill                    | 19 décembre 1985        | 2012            | 101             | 11              | Bolton Wanderers       |
| 26                 | Drapeau de l'Angleterre | John Terry (capitaine)         | 7 décembre 1980         | 1998            | 609             | 58              | Centre de formation    |
| 27                 | Drapeau des Pays-Bas    | Nathan Aké                     | 18 février 1995         | 2012            | 6               | 0               | Centre de formation    |
| 28                 | Drapeau de l'Espagne    | César Azpilicueta              | 28 août 1989            | 2012            | 79              | 1               | Olympique de Marseille |
| 33                 | Drapeau de la Tchéquie  | Tomáš Kalas                    | 15 mai 1993             | 2010            | 2               | 0               | Sigma Olomouc          |
| Milieux de terrain |                         |                                |                         |                 |                 |                 |                        |
| 7                  | Drapeau du Brésil       | Ramires                        | 24 mars 1987            | 2010            | 179             | 26              | Benfica Lisbonne       |
| 8                  | Drapeau de l'Angleterre | Frank Lampard (vice-capitaine) | 20 juin 1978            | 2001            | 639             | 208             | West Ham United        |
| 11                 | Drapeau du Brésil       | Oscar                          | 9 septembre 1991        | 2012            | 100             | 23              | Internacional          |
| 12                 | Drapeau du Nigeria      | John Obi Mikel                 | 22 avril 1987           | 2006            | 303             | 4               | Lyn                    |
| 14                 | Drapeau de l'Allemagne  | André Schürrle                 | 6 novembre 1990         | 2013            | 30              | 7               | Bayer Leverkusen       |
| 15                 | Drapeau de l'Égypte     | Mohamed Salah                  | 15 juin 1992            | 2014            | 4               | 1               | FC Bâle                |
| 16                 | Drapeau des Pays-Bas    | Marco van Ginkel               | 1er décembre 1992       | 2013            | 4               | 0               | Vitesse Arnhem         |
| 17                 | Drapeau de la Belgique  | Eden Hazard                    | 7 janvier 1991          | 2012            | 108             | 30              | Lille OSC              |
| 21                 | Drapeau de la Serbie    | Nemanja Matić                  | 1er août 1988           | 2014            | 13              | 0               | Benfica Lisbonne       |
| 22                 | Drapeau du Brésil       | Willian                        | 9 août 1988             | 2013            | 30              | 2               | Anji Makhatchkala      |
| Attaquants         |                         |                                |                         |                 |                 |                 |                        |
| 9                  | Drapeau de l'Espagne    | Fernando Torres                | 20 mars 1984            | 2011            | 160             | 44              | Liverpool              |
| 19                 | Drapeau du Sénégal      | Demba Ba                       | 25 mai 1985             | 2013            | 41              | 9               | Newcastle United       |
| 29                 | Drapeau du Cameroun     | Samuel Eto'o                   | 10 mars 1981            | 2013            | 30              | 11              | Anji Makhatchkala      |

### Staff managérial
| Emploi                  | Staff                |
| ----------------------- | -------------------- |
| Entraîneur              | José Mourinho        |
| Entraîneurs adjoints    | Steve Holland        |
| Entraîneurs adjoints    | Silvino Louro        |
| Entraîneurs adjoints    | Rui Faria            |
| Entraîneurs adjoints    | José Morais          |
| Entraîneur des gardiens | Christophe Lollichon |
| Préparateur physique    | Chris Jones          |
| Docteur                 | Eva Carneiro         |

Source : http://www.chelseafc.com

### Tenues
Équipementier : Adidas
Sponsor : Samsung
| Domicile | Extérieur | Autre | Gardien (1) | Gardien (2) | Gardien (3) |

## Transferts

### Mercato d'été

#### Arrivées
| Numéro | Poste | Joueur           | En provenance de  | Montant         | Date               | Source |
| ------ | ----- | ---------------- | ----------------- | --------------- | ------------------ | ------ |
| 14     | MIL   | André Schürrle   | Bayer Leverkusen  | £18,7 millions  | 1er juillet 2013   | [ 1 ]  |
| 16     | MIL   | Marco van Ginkel | Vitesse           | £8 millions     | 5 juillet 2013     | [ 2 ]  |
| 23     | GB    | Mark Schwarzer   | Fulham            | Transfert libre | 9 juillet 2013     | [ 3 ]  |
| 22     | MIL   | Willian          | Anji Makhatchkala | £30 millions    | 28 août 2013       | [ 4 ]  |
| 29     | ATT   | Samuel Eto'o     | Anji Makhatchkala | £2 millions     | 29 août 2013       | [ 5 ]  |
|        | MIL   | Christian Atsu   | FC Porto          | £3,5 millions   | 1er septembre 2013 | [ 6 ]  |

#### Départs
| Numéro | Poste | Joueur          | Destination         | Montant         | Date             | Source |
| ------ | ----- | --------------- | ------------------- | --------------- | ---------------- | ------ |
| 19     | DEF   | Paulo Ferreira  | Retraite            |                 | 30 juin 2013     | [ 7 ]  |
| 15     | MIL   | Florent Malouda | Trabzonspor         | Transfert libre | 1er juillet 2013 | [ 8 ]  |
| 22     | GB    | Ross Turnbull   | Doncaster Rovers    | Transfert libre | 1er juillet 2013 | [ 9 ]  |
| 30     | MIL   | Yossi Benayoun  | Queens Park Rangers | Transfert libre | 1er juillet 2013 | [ 10 ] |
| 43     | DEF   | Jeffrey Bruma   | PSV Eindhoven       | £2,5 millions   | 13 juillet 2013  | [ 11 ] |

##### Prêts
| Numéro | Poste | Joueur              | Destination        | Début              | Fin             | Source |
| ------ | ----- | ------------------- | ------------------ | ------------------ | --------------- | ------ |
|        | CB    | Kurt Zouma          | ASSE               | 1er février 2014   | 30 juin 2014    |        |
|        | GB    | Thibaut Courtois    | Atlético Madrid    | 22 juin 2013       | 30 juin 2014    | [ 12 ] |
|        | MIL   | Marko Marin         | Séville FC         | 28 juin 2013       | 30 juin 2014    | [ 13 ] |
| 36     | ATT   | Patrick Bamford     | Milton Keynes Dons | 28 juin 2013       | 5 janvier 2014  | [ 14 ] |
| 6      | MIL   | Oriol Romeu         | Valence CF         | 12 juillet 2013    | 30 juin 2014    | [ 15 ] |
| 38     | DEF   | Patrick van Aanholt | Vitesse            | 24 juillet 2013    | 30 juin 2014    | [ 16 ] |
|        | MIL   | Thorgan Hazard      | Zulte Waregem      | 24 juillet 2013    | 30 juin 2014    | [ 16 ] |
| 30     | MIL   | Lucas Piazón        | Vitesse            | 9 août 2013        | 30 juin 2014    | [ 17 ] |
| 32     | DEF   | Wallace             | Inter Milan        | 13 août 2013       | 30 juin 2014    | [ 18 ] |
|        | MIL   | Christian Atsu      | Vitesse            | 1er septembre 2013 | 30 juin 2014    | [ 6 ]  |
| 13     | MIL   | Victor Moses        | Liverpool          | 2 septembre 2013   | 30 juin 2014    | [ 19 ] |
|        | MIL   | Ulises Dávila       | Córdoba CF         | 2 septembre 2013   | 30 juin 2014    | [ 20 ] |
| 18     | ATT   | Romelu Lukaku       | Everton            | 2 septembre 2013   | 30 juin 2014    | [ 21 ] |
| 45     | MIL   | Nathaniel Chalobah  | Nottingham Forest  | 19 septembre 2013  | 15 janvier 2014 | [ 22 ] |

### Mercato d'hiver

#### Arrivées
| Numéro | Poste | Joueur        | En provenance de | Montant        | Date            | Source |
| ------ | ----- | ------------- | ---------------- | -------------- | --------------- | ------ |
| 21     | MIL   | Nemanja Matić | Benfica Lisbonne | £21 millions   | 15 janvier 2014 | [ 23 ] |
| 15     | MIL   | Mohamed Salah | FC Bâle          | £11 millions   | 26 janvier 2014 | [ 24 ] |
|        | DEF   | Kurt Zouma    | AS Saint-Étienne | £12,5 millions | 31 janvier 2014 | [ 25 ] |
|        | MIL   | Mario Pašalić | Hajduk Split     | Indéfini       | 31 janvier 2014 | [ 26 ] |

#### Départs
| Numéro | Poste | Joueur          | Destination       | Montant         | Date            | Source |
| ------ | ----- | --------------- | ----------------- | --------------- | --------------- | ------ |
| 15     | MIL   | Kevin De Bruyne | VfL Wolfsburg     | £16,5 millions  | 18 janvier 2014 | [ 27 ] |
| 10     | MIL   | Juan Mata       | Manchester United | £37,1 millions  | 25 janvier 2014 | [ 28 ] |
| 5      | MIL   | Michael Essien  | AC Milan          | Transfert libre | 27 janvier 2014 | [ 29 ] |

##### Prêts
| Numéro | Poste | Joueur             | Destination      | Début           | Fin          | Source |
| ------ | ----- | ------------------ | ---------------- | --------------- | ------------ | ------ |
| 37     | MIL   | Bertrand Traoré    | Vitesse          | 2 janvier 2014  | 30 juin 2014 | [ 30 ] |
| 36     | ATT   | Patrick Bamford    | Derby County     | 5 janvier 2014  | 30 juin 2014 | [ 14 ] |
| 59     | DEF   | Kenneth Omeruo     | Middlesbrough    | 6 janvier 2014  | 30 juin 2014 | [ 31 ] |
| 45     | MIL   | Nathaniel Chalobah | Middlesbrough    | 16 janvier 2014 | 30 juin 2014 |        |
| 34     | DEF   | Ryan Bertrand      | Aston Villa      | 17 janvier 2014 | 30 juin 2014 | [ 32 ] |
| 20     | MF    | Josh McEachran     | Wigan Athletic   | 23 janvier 2014 | 30 juin 2014 | [ 33 ] |
|        | DEF   | Kurt Zouma         | AS Saint-Étienne | 31 janvier 2014 | 30 juin 2014 | [ 25 ] |
| 31     | ATT   | Gaël Kakuta        | SS Lazio         | 31 janvier 2014 | 30 juin 2014 | [ 34 ] |

### Activité globale
| Mercato d'été : £62 200 000 Mercato d'hiver : £44 500 000 Total : £106 700 000 | Mercato d'été : £2 500 000 Mercato d'hiver : £53 600 000 Total : £56 100 000 | Mercato d'été : £59 700 000 Mercato d'hiver : £9 100 000 Total : £50 600 000 |

## Compétitions

### Premier League

#### Classement
| Rang | Équipe                  | Pts | J  | G  | N  | P  | Bp  | Bc | Diff |
| ---- | ----------------------- | --- | -- | -- | -- | -- | --- | -- | ---- |
| 1    | Manchester CityL        | 86  | 38 | 27 | 5  | 6  | 102 | 37 | +65  |
| 2    | Liverpool FC            | 84  | 38 | 26 | 6  | 6  | 101 | 50 | +51  |
| 3    | Chelsea FC              | 82  | 38 | 25 | 7  | 6  | 71  | 27 | +44  |
| 4    | Arsenal FC              | 79  | 38 | 24 | 7  | 7  | 68  | 41 | +27  |
| 5    | Everton FC              | 72  | 38 | 21 | 9  | 7  | 61  | 39 | +22  |
| 6    | Tottenham Hotspur       | 69  | 38 | 21 | 6  | 11 | 55  | 51 | +4   |
| 7    | Manchester United T'S'  | 64  | 38 | 19 | 7  | 12 | 64  | 43 | +21  |
| 8    | Southampton FC          | 56  | 38 | 15 | 11 | 12 | 54  | 46 | +8   |
| 9    | Stoke City              | 50  | 38 | 13 | 10 | 15 | 45  | 52 | -7   |
| 10   | Newcastle United        | 49  | 38 | 15 | 4  | 19 | 43  | 59 | -16  |
| 11   | Crystal Palace FCP      | 45  | 38 | 13 | 6  | 19 | 32  | 48 | -16  |
| 12   | Swansea City            | 42  | 38 | 11 | 9  | 18 | 54  | 54 | 0    |
| 13   | West Ham United         | 40  | 38 | 11 | 7  | 20 | 40  | 51 | -11  |
| 14   | Sunderland FC           | 38  | 38 | 10 | 8  | 20 | 41  | 60 | -19  |
| 15   | Aston Villa FC          | 38  | 38 | 10 | 8  | 20 | 39  | 61 | -22  |
| 16   | Hull CityP              | 37  | 38 | 10 | 7  | 21 | 38  | 53 | -15  |
| 17   | West Bromwich Albion FC | 36  | 38 | 7  | 15 | 16 | 43  | 59 | -16  |
| 18   | Norwich City            | 33  | 38 | 7  | 9  | 22 | 28  | 62 | -34  |
| 19   | Fulham FC               | 32  | 38 | 9  | 5  | 24 | 40  | 85 | -45  |
| 20   | Cardiff City FCP        | 30  | 38 | 7  | 9  | 22 | 32  | 74 | -42  |

Qualifications européennes
Ligue des champions 2014-2015
- 1er 2e et 3e : phase de groupes
- 4e : tour de barrages pour non-champions

Ligue Europa 2014-2015
- C  : phase de groupes
- 5e : tour de barrages
- 6e : 3e tour de qualification

Relégation
- 18e, 19e et 20e : relégation en Championship

Abréviations
T : Tenant du titre

CA : Vainqueur de la FA Cup 2013-2014

L : Vainqueur de la Capital One Cup 2013-2014

S : Vainqueur du Community Shield 2013

P : Promus de Championship

### Ligue des Champions

#### Phase de groupes

##### Classement
| Rang | Équipe          | Pts | J | G | N | P | Bp | Bc | Diff |  | Résultats (▼ dom., ► ext.) | Drapeau de l'Angleterre | Drapeau de l'Allemagne | Drapeau de la Suisse | Drapeau de la Roumanie |
| ---- | --------------- | --- | - | - | - | - | -- | -- | ---- |  | -------------------------- | ----------------------- | ---------------------- | -------------------- | ---------------------- |
| 1    | Chelsea         | 12  | 6 | 4 | 0 | 2 | 12 | 3  | +9   |  | Chelsea                    |                         | 3-0                    | 1-2                  | 1-0                    |
| 2    | Schalke 04      | 10  | 6 | 3 | 1 | 2 | 6  | 6  | 0    |  | Schalke 04                 | 0-3                     |                        | 2-0                  | 3-0                    |
| 3    | FC Bâle         | 8   | 6 | 2 | 2 | 2 | 5  | 6  | -1   |  | FC Bâle                    | 1-0                     | 0-1                    |                      | 1-1                    |
| 4    | Steaua Bucarest | 3   | 6 | 0 | 3 | 3 | 2  | 10 | -8   |  | Steaua Bucarest            | 0-4                     | 0-0                    | 1-1                  |                        |

Source : uefa.com

## Statistiques

### Meilleurs buteurs
Inclut uniquement les matches officiels. La liste est classée par numéro de maillot lorsque le total des buts est égal.
| R  | No. | Pos | Nat | Nom                  | Premier League | Coupe d'Angleterre | Coupe de la Ligue | Ligue des champions | Supercoupe d'Europe | Total |
| -- | --- | --- | --- | -------------------- | -------------- | ------------------ | ----------------- | ------------------- | ------------------- | ----- |
| 1  | 17  | MIL |     | Eden Hazard          | 14             | 0                  | 0                 | 2                   | 1                   | 17    |
| 2  | 11  | MIL |     | Oscar                | 8              | 2                  | 0                 | 1                   | 0                   | 11    |
| 2  | 29  | ATT |     | Samuel Eto'o         | 8              | 0                  | 0                 | 3                   | 0                   | 11    |
| 4  | 9   | ATT |     | Fernando Torres      | 4              | 0                  | 1                 | 3                   | 1                   | 9     |
| 5  | 8   | MIL |     | Frank Lampard        | 5              | 0                  | 1                 | 1                   | 0                   | 7     |
| 5  | 14  | MIL |     | André Schürrle       | 7              | 0                  | 0                 | 0                   | 0                   | 7     |
| 7  | 19  | ATT |     | Demba Ba             | 3              | 0                  | 0                 | 2                   | 0                   | 5     |
| 8  | 7   | MIL |     | Ramires              | 1              | 0                  | 1                 | 2                   | 0                   | 4     |
| 9  | 2   | DEF |     | Branislav Ivanović   | 3              | 0                  | 0                 | 0                   | 0                   | 3     |
| 9  | 26  | DEF |     | John Terry           | 2              | 0                  | 0                 | 0                   | 0                   | 2     |
| 11 | 12  | MIL |     | John Obi Mikel       | 1              | 1                  | 0                 | 0                   | 0                   | 2     |
| 11 | 22  | MIL |     | Willian              | 2              | 0                  | 0                 | 0                   | 0                   | 2     |
| 11 | 24  | DEF |     | Gary Cahill          | 1              | 0                  | 0                 | 1                   | 0                   | 2     |
| 14 | 10  | MIL |     | Juan Mata            | 0              | 0                  | 1                 | 0                   | 0                   | 1     |
| 14 | 15  | MIL |     | Mohamed Salah        | 1              | 0                  | 0                 | 0                   | 0                   | 1     |
| 14 | 28  | DEF |     | César Azpilicueta    | 0              | 0                  | 1                 | 0                   | 0                   | 1     |
|    |     |     |     | Buts contre son camp | 2              | 0                  | 0                 | 1                   | 0                   | 3     |
|    |     |     |     | TOTAUX               | 62             | 3                  | 5                 | 16                  | 2                   | 88    |

Mise à jour : 2 avril 2014

Source : Rapports de matches officiels

### Matches sans encaisser de but
Inclut uniquement les matches officiels. La liste est classée par numéro de maillot lorsque le total des matches sans encaisser de but est égal.
| R | No. | Pos | Nat | Nom            | Premier League | Coupe d'Angleterre | Coupe de la Ligue | Ligue des champions | Supercoupe d'Europe | Total |
| - | --- | --- | --- | -------------- | -------------- | ------------------ | ----------------- | ------------------- | ------------------- | ----- |
| 1 | 1   | GB  |     | Petr Čech      | 14             | 0                  | 0                 | 4                   | 0                   | 18    |
| 2 | 23  | GB  |     | Mark Schwarzer | 0              | 2                  | 2                 | 1                   | 0                   | 5     |
|   |     |     |     | TOTAUX         | 62             | 3                  | 5                 | 16                  | 2                   | 88    |

Mise à jour : 29 mars 2014

Source : Rapports de matches officiels

### Discipline
Inclut uniquement les matches officiels. La liste est classée par numéro de maillot lorsque le total des cartons est égal.
| R  | No. | Pos | Nat                     | Nom                | Premier League | Premier League | Coupe d'Angleterre | Coupe d'Angleterre | Coupe de la Ligue | Coupe de la Ligue | Ligue des champions | Ligue des champions | Supercoupe d'Europe | Supercoupe d'Europe | Total  | Total        |
| R  | No. | Pos | Nat                     | Nom                | Averti         | Carton rouge   | Averti             | Carton rouge       | Averti            | Carton rouge      | Averti              | Carton rouge        | Averti              | Carton rouge        | Averti | Carton rouge |
| 1  | 7   | MIL | Drapeau du Brésil       | Ramires            | 8              | 1              | 0                  | 0                  | 1                 | 0                 | 3                   | 0                   | 1                   | 1                   | 13     | 2            |
| 2  | 22  | MIL | Drapeau du Brésil       | Willian            | 4              | 1              | 0                  | 0                  | 0                 | 0                 | 1                   | 0                   | 0                   | 0                   | 5      | 1            |
| 3  | 9   | ATT | Drapeau de l'Espagne    | Fernando Torres    | 3              | 1              | 0                  | 0                  | 0                 | 0                 | 0                   | 0                   | 1                   | 0                   | 4      | 1            |
| 4  | 2   | DEF | Drapeau de la Serbie    | Branislav Ivanović | 7              | 0              | 0                  | 0                  | 0                 | 0                 | 2                   | 0                   | 1                   | 0                   | 10     | 0            |
| 4  | 4   | DEF | Drapeau du Brésil       | David Luiz         | 6              | 0              | 1                  | 0                  | 1                 | 0                 | 1                   | 0                   | 1                   | 0                   | 10     | 0            |
| 6  | 5   | MIL | Drapeau du Ghana        | Michael Essien     | 2              | 0              | 3                  | 0                  | 0                 | 0                 | 0                   | 0                   | 0                   | 0                   | 5      | 0            |
| 6  | 11  | MIL | Drapeau du Brésil       | Oscar              | 4              | 0              | 0                  | 0                  | 0                 | 0                 | 1                   | 0                   | 0                   | 0                   | 5      | 0            |
| 8  | 8   | MIL | Drapeau de l'Angleterre | Frank Lampard      | 3              | 0              | 0                  | 0                  | 0                 | 0                 | 1                   | 0                   | 0                   | 0                   | 4      | 0            |
| 8  | 12  | MIL | Drapeau du Nigeria      | John Obi Mikel     | 1              | 0              | 1                  | 0                  | 0                 | 0                 | 2                   | 0                   | 0                   | 0                   | 4      | 0            |
| 8  | 24  | DEF | Drapeau de l'Angleterre | Gary Cahill        | 2              | 0              | 0                  | 0                  | 0                 | 0                 | 1                   | 0                   | 1                   | 0                   | 4      | 0            |
| 8  | 26  | DEF | Drapeau de l'Angleterre | John Terry         | 3              | 0              | 0                  | 0                  | 0                 | 0                 | 1                   | 0                   | 0                   | 0                   | 4      | 0            |
| 12 | 21  | MIL | Drapeau de la Serbie    | Nemanja Matić      | 2              | 0              | 0                  | 0                  | 1                 | 0                 | 0                   | 0                   | 0                   | 0                   | 3      | 0            |
| 13 | 3   | DEF | Drapeau de l'Angleterre | Ashley Cole        | 0              | 0              | 0                  | 0                  | 0                 | 0                 | 1                   | 0                   | 1                   | 0                   | 2      | 0            |
| 13 | 17  | MIL | Drapeau de la Belgique  | Eden Hazard        | 2              | 0              | 0                  | 0                  | 0                 | 0                 | 0                   | 0                   | 0                   | 0                   | 2      | 0            |
| 13 | 28  | DEF | Drapeau de l'Espagne    | César Azpilicueta  | 1              | 0              | 1                  | 0                  | 0                 | 0                 | 0                   | 0                   | 0                   | 0                   | 2      | 0            |
| 16 | 1   | GB  | Drapeau de la Tchéquie  | Petr Čech          | 0              | 0              | 0                  | 0                  | 0                 | 0                 | 1                   | 0                   | 0                   | 0                   | 1      | 0            |
| 16 | 14  | ATT | Drapeau de l'Allemagne  | André Schürrle     | 0              | 0              | 0                  | 0                  | 0                 | 0                 | 1                   | 0                   | 0                   | 0                   | 1      | 0            |
| 16 | 15  | MIL | Drapeau de la Belgique  | Kevin De Bruyne    | 1              | 0              | 0                  | 0                  | 0                 | 0                 | 0                   | 0                   | 0                   | 0                   | 1      | 0            |
| 16 | 16  | MIL | Drapeau des Pays-Bas    | Marco van Ginkel   | 0              | 0              | 0                  | 0                  | 0                 | 0                 | 1                   | 0                   | 0                   | 0                   | 1      | 0            |
| 16 | 18  | ATT | Drapeau de la Belgique  | Romelu Lukaku      | 0              | 0              | 0                  | 0                  | 0                 | 0                 | 0                   | 0                   | 1                   | 0                   | 1      | 0            |
| 16 | 29  | ATT | Drapeau du Cameroun     | Samuel Eto'o       | 1              | 0              | 0                  | 0                  | 0                 | 0                 | 0                   | 0                   | 0                   | 0                   | 1      | 0            |
|    |     |     |                         | TOTAUX             | 50             | 3              | 6                  | 0                  | 3                 | 0                 | 17                  | 0                   | 7                   | 1                   | 83     | 4            |

Mise à jour : 2 avril 2014

Source : Rapports de matches officiels